# Floresta (Amaral)
Pour les articles homonymes, voir Floresta (homonymie).
Floresta – en français Forêt – est un tableau réalisé par la peintre brésilienne Tarsila do Amaral en 1929. De format horizontal, cette huile sur toile relevant du mouvement anthropophage est une peinture de paysage à l'esthétique surréaliste. Elle représente ce qui s'apparente à de gros œufs de couleur rose empilés au pied de quatre arbres joints, dans une forêt où plus loin ne se voient que des  troncs coupés. L'œuvre est conservée depuis 1963 au musée d'Art contemporain de l'université de São Paulo, à São Paulo.